# Bad Blumau

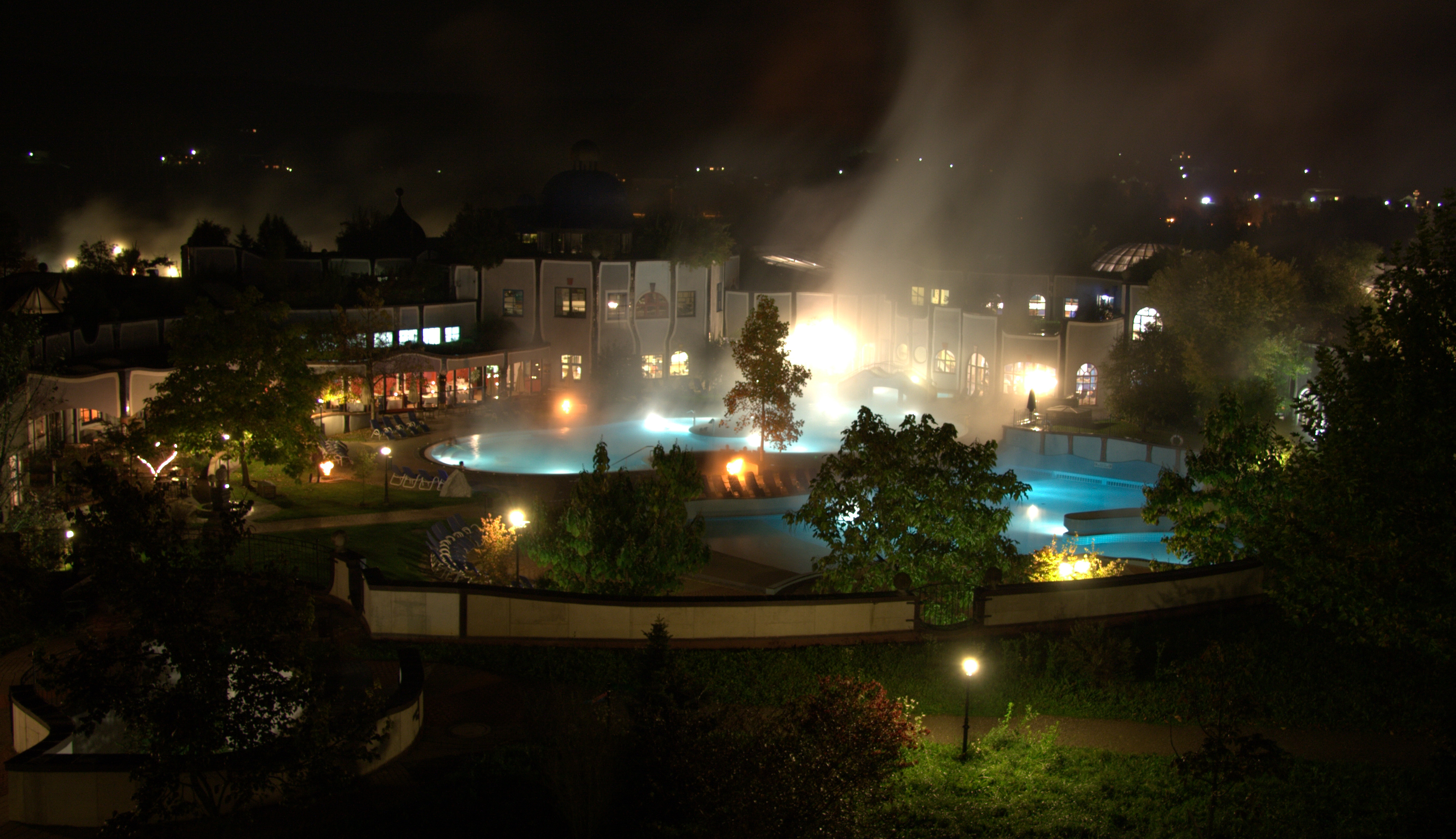
Rogner Bad Blumau

Bad Blumau es un municipio del distrito de Fürstenfeld, en el estado de Estiria (Austria). Tiene una población estimada, a inicios de 2022, de 1584 habitantes.
Está situado sobre el río Safen, poco antes de su desembocadura en el Lafnitz.
Debido a la antigua actividad volcánica en la zona, sus aguas subterráneas son termales. En la década de 1970 se confirma la existencia de aguas termales con propiedades que superaron las expectativas y Robert Rogner proyecta un gran balneario. El diseño del mismo fue encargado a Friedensreich Hundertwasser. La construcción del complejo Rogner Bad Blumau comenzó en 1993 en colaboración con el arquitecto Peter Pelikan y, de acuerdo a los preceptos motivadores de la arquitectura de Hundertwasser, en armonía con la naturaleza. Edificios asimétricos con vegetación integrada, techos cubiertos con césped, columnas de colores, ventanas "danzantes" y pisos ondulados conforman un complejo termal de 40 hectáreas que incluye alojamiento en apartamentos y suites, piscinas, sauna, centro de salud, espacios para deportes y restaurantes.
En 2001 recibió la denominación de spa y la comunidad antes principalmente agrícola se vio definitivamente enfocada al turismo con numerosos hoteles y variada oferta gastronómica.

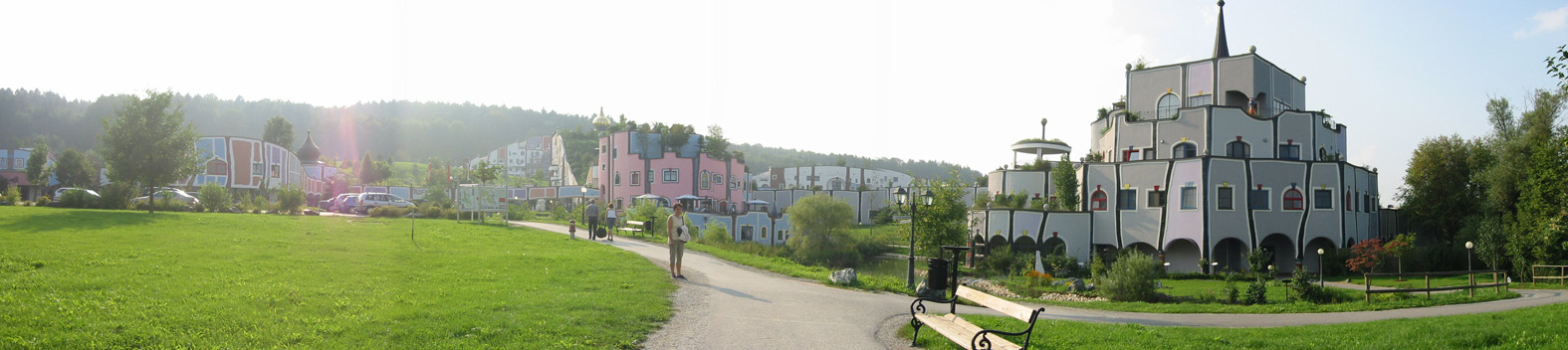
Rogner Bad Blumau, diseño de Friedensreich Hundertwasser